# Macrobrachium palaemonoides
Macrobrachium palaemonoides är en kräftdjursart som beskrevs av Lipke Bijdeley Holthuis 1950. Macrobrachium palaemonoides ingår i släktet Macrobrachium och familjen Palaemonidae. Inga underarter finns listade i Catalogue of Life.